# Cows on Hourglass Pond
Cows on Hourglass Pond es el tercer álbum de estudio del cantante estadounidense Avey Tare. Fue publicado el 22 de marzo de 2019 por el sello Domino Recording Company. El álbum sigue a Eucalyptus de 2017 y fue apoyado por una gira. Su anuncio estuvo acompañado por el lanzamiento del video de "Saturdays (Again)", dirigido por la hermana de Avey Tare, Abby Portner.

## Grabación
El álbum se grabó directamente en una máquina de cinta de carrete a carrete TASCAM 48 de media pulgada en el estudio Laughing Gas en Asheville, Carolina del Norte, de enero a marzo de 2018.
 Fue mezclado por Portner y Adam McDaniel en Drop of Sun Studios, en Asheville, NC.

## Lista de canciones
| N.º | Título                  | Duración |  |
| 1.  | «What's the Goodside?»  | 6:31     |  |
| 2.  | «Eyes on Eyes»          | 4:31     |  |
| 3.  | «Nostalgia in Lemonade» | 3:41     |  |
| 4.  | «Saturdays (Again)»     | 4:49     |  |
| 5.  | «Chilly Blue»           | 2:51     |  |
| 6.  | «K.C. Yours»            | 6:12     |  |
| 7.  | «Our Little Chapter»    | 3:40     |  |
| 8.  | «Taken Boy»             | 3:41     |  |
| 9.  | «Remember Mayan»        | 4:51     |  |
| 10. | «HORS_»                 | 4:56     |  |

| Animal Collective - Vinilo de 10' |                    |          |  |
| N.º                               | Título             | Duración |  |
| 1.                                | «Tipped in Hugs»   | 5:05     |  |
| 2.                                | «Dog Says Goodbye» | 6:47     |  |